# Pors Grenland
Maillots
Le Pors Grenland est un club norvégien de football basé à Porsgrunn.

## Historique
- 1905 : fondation du club sous le nom de IF Pors
- 1996 : le club est renommé Pors Grenland